# 台鐵LCK20型蒸汽機車
臺鐵LCK20型蒸汽機車為臺灣鐵路管理局臺東線最早使用的蒸汽機車。LCK20型的特色在於出廠時車身漆有「IMPERIAL TAIWAN RAILWAY」字樣，而1912年引進的CT240型同樣擁有此特徵，不過此特徵並未持續很久。

## 簡介
1910年，臺灣總督府鐵道部為建設花蓮至璞石閣（今玉里）間的鐵路，而向美國Vulcan Iron Works引進2部編為1、2號的蒸汽機車，隔年引進3、4號2部。其中2號機車引進後即被調至同樣正在建設的阿里山森林鐵路，於嘉義至竹崎間負責運送人員與資材，以協助阿里山林鐵興建，後來於1912年阿里山林鐵通車至二萬坪車站後才調回臺東線使用:22。1928年鐵道部重新整理車籍，將1－4號編為L20型（L20－L23），1937年又再次變更車籍為LC11型（LC110－LC113）:93。1949年臺灣鐵路管理局接收LC11型後改為LCK20型（LCK21－LCK24），最終運用至1960年臺東線客運柴油化後便報廢解體而無車輛倖存:177。

## 主要規格

### 基本資料
- 日治時期形式：L20型→LC11型
- 號碼
  - 原車號：LC110－LC113
  - 1949年起：LCK21－LCK24
- 製造國（廠商）：美國（Vulcan Iron Works）
- 製造年：1910年、1911年

### 規格
- 車輪配置：C（0-6-0）
- 飽合過熱別：飽合式
- 閥裝置\汽門：史式汽門（英语：Stephenson valve gear）
- 車長：6,346 mm
- 車寬：2,006 mm
- 車高：2,692 mm
- 機車整備重量：13.5噸
- 車輪直徑
  - 動輪：737 mm
- 連結面間長：6,346 mm
- 汽缸
  - 數目：2個
  - 直徑：229 mm
  - 行程：356 mm
  - 牽引力：2,400 kgw
- 鍋爐使用壓力（實用汽壓）：11 kgw/cm²
- 爐篦面積：0.67 m²
- 煙管直徑×數目
  - 小煙管：45 mm×60支
  - 管板內面距：2,970 mm
- 容量
  - 煤櫃：0.4 ton
  - 水櫃：2.5 m³

## 外部連結
- 歲月長廊 車輛演進: LCK20型蒸汽火車 - 後山鐵道風華 文化資產數位博物館